# Stanisław Kołodziej (działacz komunistyczny)
Stanisław Kołodziej (ur. 1 listopada 1902 w Dąbrowie Górniczej, zm. ?) – polski działacz komunistyczny i partyjny, p.o. I sekretarza Komitetu Miejskiego PPR w Dąbrowie Górniczej, od czerwca do września 1945 I sekretarz Komitetu Wojewódzkiego PZPR we Wrocławiu.

## Życiorys
Syn Józefa i Heleny. Po 1917 pracował kolejno w kopalni Mortimer w Sosnowcu i Hucie Bankowa Dąbrowa, a po 1936 w warszawskim przedsiębiorstwie Cernet i Miejskim Zakładzie Mieszkaniowym w Białymstoku. W 1920 uczestniczył po stronie polskiej w wojnie polsko-bolszewickiej. Ze względu na działalność komunistyczną trzykrotnie był więziony (1925–1928, 1928–1931, 1937–1938). Od początku lat 20. działał w Związku Polskiej Młodzieży Socjalistycznej oraz Komunistycznym Związku Młodzieży Polski (m.in. jako członek egzekutywy Komitetu Obwodowego Zagłębia), od 1923 należał do Komunistycznej Partii (Robotniczej) Polski. W ramach KPP był m.in. członkiem sekretarzem MOPR Warszawa-Podmiejska (1932), sekretarzem okręgów Częstochowa-Radomsko (1934) i Łomża (1934), a następnie obwodowiec wojskowy w okręgach Siedlce, Lublin Tarnów, Rzeszów. Podczas II wojny światowej pracował w Białymstoku i Austrii, dostał się do niewoli i został osadzony w niemieckim obozie jenieckim. Do Polski powrócił na początku roku 1945.
Od stycznia do lutego 1945 II sekretarz Komitetu Miejskiego PPR w Radomsku, następnie sekretarz i krótko p.o. I sekretarza Komitetu Miejskiego w Dąbrowie Górniczej. Od 15 czerwca do 27 września 1945 zajmował stanowisko I sekretarza Komitetu Wojewódzkiego PPR we Wrocławiu. Został odwołany ze stanowiska wskutek konfliktów wewnątrzpartyjnych oraz napiętych relacji z wojewodą wrocławskim, działaczem PPS Stanisławem Piaskowskim, żądającym jego dymisji. Następnie zdegradowany do roli instruktora w Wydziale Organizacyjnym Komitetu Wojewódzkiego w Katowicach, później w ramach KW był kierownikiem tegoż wydziału i Wydziału Historii Partii. W 1947 został kierownikiem referatu personalnego w Zjednoczeniu Przedsiębiorstw Wiertniczo-Górniczych. W grudniu 1948 przeszedł do PZPR.